# 貝瑞塔M1951手槍

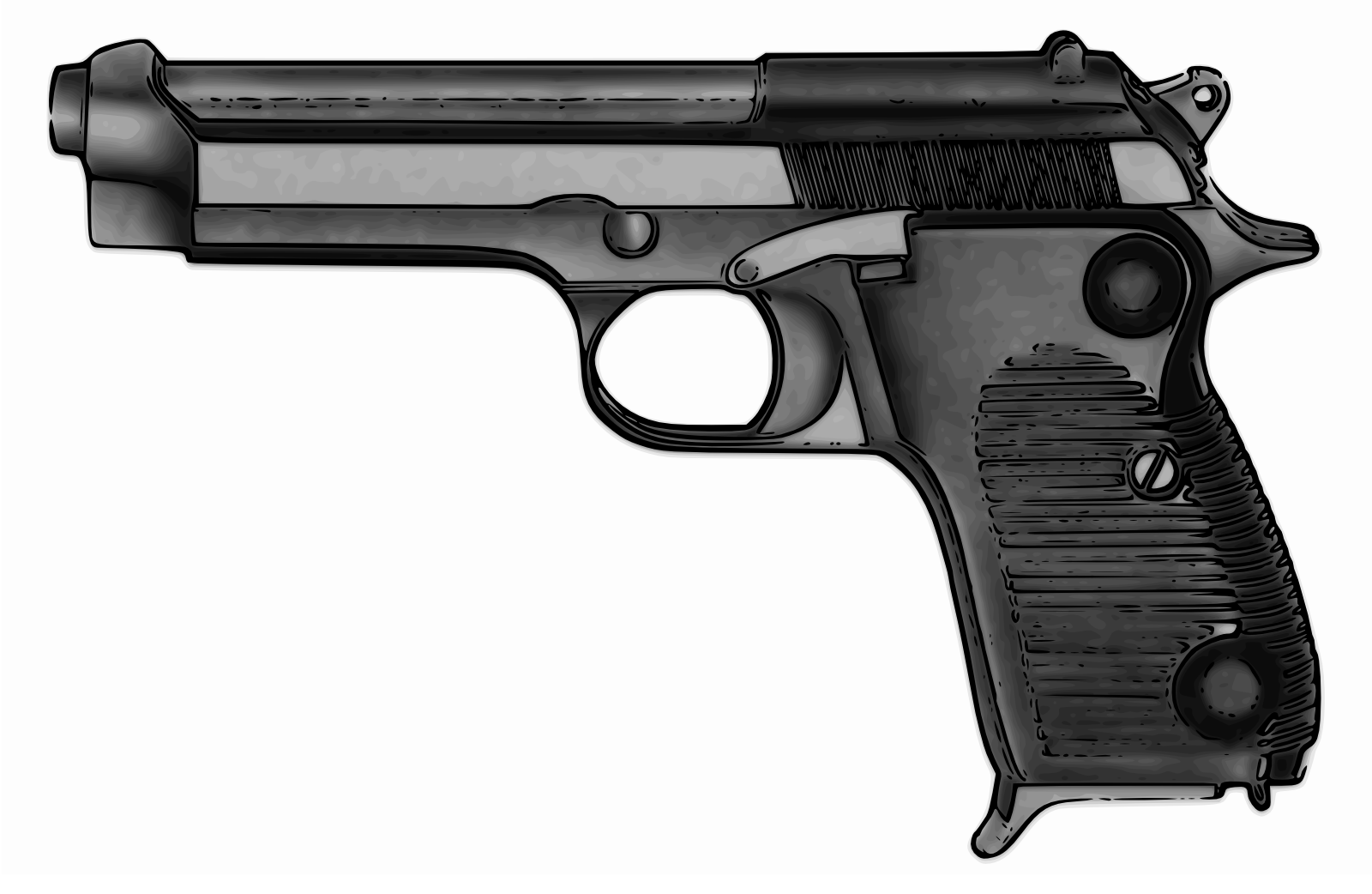
貝瑞塔1951型手槍

貝瑞塔1951型手槍（英語：Beretta Model 1951或Beretta M1951）是一支由義大利貝瑞塔公司製造的半自動手槍，由貝瑞塔的首席工程師图利奥·马真戈尼設計，這把手槍被用來替換貝瑞塔M1934半自動手槍。